# Roger Humphries
Roger Humphries (* 30. Januar 1944 in Pittsburgh) ist ein US-amerikanischer Jazzschlagzeuger und Musikpädagoge.

## Leben und Wirken

### Kindheit und Jugend
Roger Humphries wurde als jüngstes von zehn Kindern in einer Familie mit musikalischem Umfeld wegen seines besonderen Talents schon sehr früh im Schlagzeugspiel unterrichtet. Er trat mit vier Jahren mit professionellen Musikern, der Mary J. Coley-Band, und bei Amateurveranstaltungen auf und gewann viele Preise. Mit viereinhalb Jahren spielte er mit einer Bigband von Tab Smith, in der sein Onkel Frank Humphries spielte. Nach seiner weiteren Ausbildung begann er mit vierzehn Jahren als professioneller Musiker zu arbeiten. Mit sechzehn Jahren leitete er seine eigene Band für ein Konzert in der Carnegie Hall. Kurz nach Beendigung der Schulausbildung holte ihn Stanley Turrentine in sein Trio mit Shirley Scott; im August 1962 begann Roger Humphries seine erste große Tournee und spielte in diesem Trio, das er sehr für seine Dynamik und sein Zusammenspiel lobte. Von Kritikern vielgelobt spielte er im Weiteren mit anderen Musikern, darunter James Moody.

### Erfolge
1964 wurde er von verschiedenen Musikern Horace Silver empfohlen und von ihm in die Band aufgenommen; er tourte mit Silver zweimal durch Europa und spielte auch auf dem Monterey Jazz Festival. Er hat bei dieser Gruppe einen großen weichen Klang auf den großen Trommeln und Toms, der mit scharfklingenden Zymbeln und Becken gleichsam in rhythmisch stark antreibende aggressive Stücke zerschnitten wird.
Danach arbeitete er mit Ray Charles. Dies war für ihn die erste Möglichkeit als ausgebildeter Schlagzeuger mit einer Bigband zu spielen. Er war mit ihm auf Europatournee und in den USA – u. a. im Coconut Groove Club in Los Angeles und auf dem Newport Jazz Festival. Dann trat Humphries in New York City mit verschiedenen Gruppen in der Carnegie Hall, im Village Gate und dem Apollo Theater auf, spielte aber auch in den Clubs weiterer Städte wie Seattle, Philadelphia und London, und auf dem Jazz Workshop in Boston. Dabei konnte Humphries mit vielen talentierten Musikern zusammenarbeiten, wie etwa Lee Morgan, Grant Green, Billy Taylor, Lionel Hampton, Coleman Hawkins, Clark Terry, J. J. Johnson, Billy Preston, Joe Henderson, Dizzy Gillespie, Jack McDuff, Jon Faddis, Johnny Griffin oder Randy Brecker. 
Seit 1969 arbeitete er von Pittsburgh aus. Dort trat er außer mit vielen lokal wichtigen Musikern mit Nathan Davis, Frank Cunimondo, Pete Henderson und Dwayne Dolphin auf. 1972 bildete er seine eigene Band R H Factor, mit der drei Alben entstanden. 1980 tourte Roger Humphries noch einmal durch Europa mit dem Organisten Richard „Groove“ Holmes und dem Tenorsaxophonisten Willis Jackson. Auf dieser „aufregenden“ Tour durch Frankreich, Spanien und Holland nahmen sie auch ein Album auf.
1996 gründete er eine Bigband, mit der er Anfang 2008 live in Pittsburgh auftrat. Erzieherisch wirkte er in Pittsburgh von 1980 bis 2010 in der dortigen High School for the Creative and Performing Arts; auch holte ihn die University of Pittsburgh. Er beteiligte sich an einer Reihe praktischer Ausbildungsangebote zum Beispiel beim Slippery Rock University Summer Jazz workshop und den Mellon Jazz Masters Class and Concerts. Schließlich beeinflusste er durch sein Vorbild viele Jazzschlagzeuger.

## Diskografie (Auswahl)
- Horace Silver – Song for My Father, (Blue Note Records, 1964) auf einigen Stücken spielt jedoch Roy Brooks z. B. Calcutta Cutie.
- Horace Silver – The Cape Verdean Blues, (Blue Note, 1964)
- Carmell Jones – Jay Hawk Talk, (Prestige Records, 1965)
- Nathan Davis – Makatuka, (Segue 1972)
- Roger Humphries and RH Factor – This 'N That, (Corona 1991)
- Dwayne Dolphin – Portrait of Adrian, (minor music 1995)
- Steve Rudolph: Everything I Love (1995), mit Dwayne Dolphin
- Roger Humphries – Don't Give Up
- Roger Humphries and the RH Factor Keep the Faith (Corona 2011)